# Somme-Tourbe
 Somme-Tourbe  es una comuna y población de Francia, en la región de Champaña-Ardenas, departamento de Marne, en el distrito y cantón de Sainte-Menehould.
Su población en el censo de 1999 era de 149 habitantes.
Está integrada en la Communauté de communes de la Région de Suippes.

## Demografía
| 142 | 157 | 136 | 136 | 153 | 149 |
| Para los censos de 1962 a 1999 la población legal corresponde a la población sin duplicidades (Fuente: INSEE [Consultar]) |     |     |     |     |     |